# Montay

Montay este o comună în departamentul Nord, Franța. În 1 ianuarie 2022 avea o populație de 275 de locuitori.